# 1900-talet (decennium)

## Händelser under decenniet

### År1900

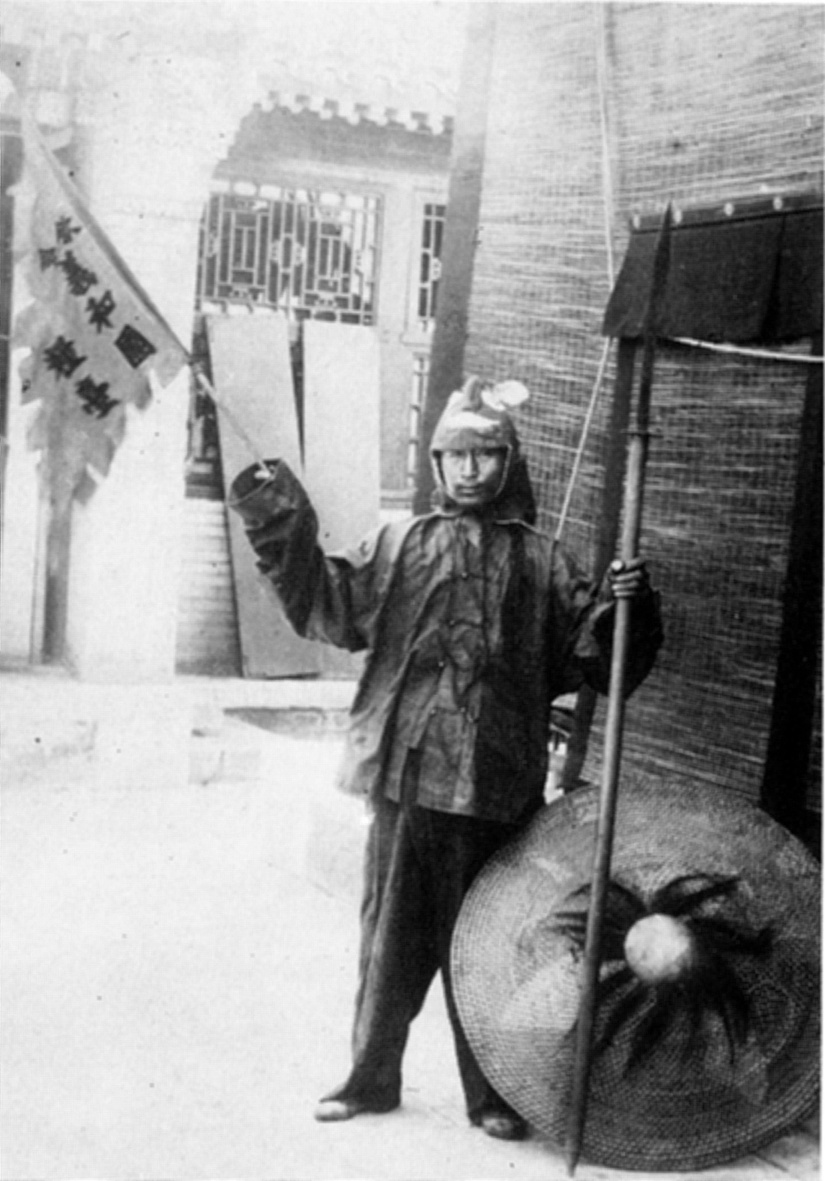
Boxarupproret i Kina (1900-1901).

- 16 mars – På Kreta upptäcks ruinerna efter Knossos.
- 14 april – En världsutställning öppnas i Paris, där kan man bland annat se den första rulltrappan.
- 16 maj – Massmordet på ångaren Prins Carl inträffar, varvid fyra personer dödas och åtta skadas av en sinnesförvirrad man (John Filip Nordlund) under färd på Mälaren.
- 31 maj – Boxarupproret bryter ut i Kina.
- 2 juli – Ferdinand von Zeppelin gör med sitt styrbara luftskepp LZ 1 i Tyskland den första uppstigningen till 400 meters höjd. Arbetet har tagit 26 år, och luftskeppet är 128 meter långt. Uppstigningen görs från Bodensjön.
- 14 juli – I Paris öppnas de 2:a moderna olympiska spelen, och för första gången deltar kvinnor.

### År1901

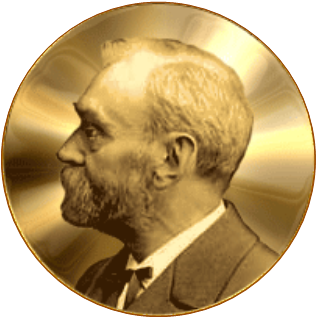
Nobelpriset började delas ut för första gången 1901.

- 1 januari – Australiska statsförbundet bildas av några brittiska besittningar i Oceanien.
- 25 maj – Norges kvinnor blir först ut i Europa att få kommunal rösträtt, om de på landsbygden betalat minst 300 NOK i skatt och i städerna minst 400 NOK.
- 7 september – Boxarupproret i Kina slut genom undertecknandet av Pekingprotokollet.
- 10 december – De första Nobelprisen delas ut i Stockholm. Prissumman för varje belönad uppgår till 150 800 SEK. Bland pristagarna finns Wilhelm Röntgen, som upptäckt röntgenrstrålarna. Francois Prudhomme får litteraturpriset. Fredspriset delas ut i Kristiania och delas av Henri Dunant och Frédéric Passy.

### År1902
- 19 mars – Det första belägget för ordet "bil" (som kortform för "automobil") i Sverige uppträder i Svenska Dagbladet, sedan det föreslagits i danska Politiken den 14 mars.
- 21 juni – Lag om svensk allmän självdeklaration, stiftad av Sveriges riksdag, träder i kraft i samband med att den första allmänna inkomstskatten i Sverige införts. Därmed läggs grunden för det moderna svenska skattesystemet.

### År1903

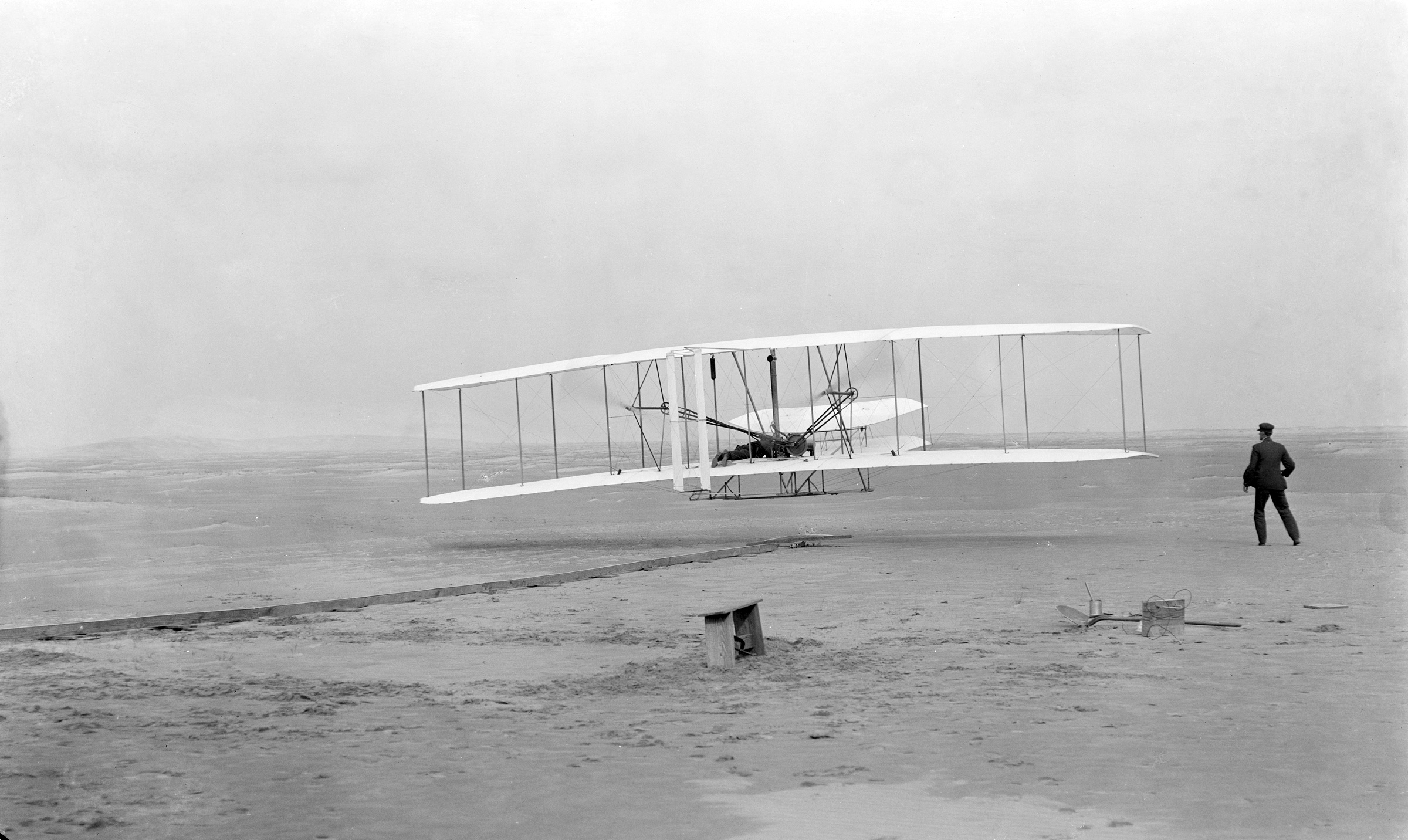
De amerikanska bröderna Orville och Wilbur Wright genomför med "Flyer 1" i Kitty Hawk i North Carolina, USA historiens första kontrollerade flygtur med motordriven farkost när de flyger 37 meter. Flygplanet har de byggt själva (1903).

- 16 maj – Sveriges första automobilutställning öppnas i Stockholm vid idrottsparken. Utställningen är internationell, och representeras av 20 utställare. Där ses bland annat en tresitsig amerikansk Oldsmobile på 4 1/2 hästkrafter.
- 30 juni – Författaren Frida Stéenhoff introducerar ordet feminism i Sverige med föredraget "Feminismens moral" som hon höll i Sundsvall denna dag.
- 4 juli – USA:s president Theodore Roosevelt sänder det första telegrammet genom Stillahavskabeln som förbinder San Francisco och Manila.
- 10 oktober – I Manchester bildas Women’s Social and Political Union (WSPU), den s.k. Suffragettrörelsen av Emmeline Pankhurst och hennes döttrar Christabel och Sylvia. Rörelsens mål är att, med alla medel (även olagliga och våldsamma), genomdriva sina krav på kvinnlig politisk rösträtt.
- 18 november – USA och Panama kommer överens om att USA får alla rättigheter att bygga, driva och skydda Panamakanalen.
- 1 december – Filmen Den stora tågplundringen, världens första västernfilm, har premiär.
- 17 december – De amerikanska bröderna Orville och Wilbur Wright genomför med "Flyer 1" i Kitty Hawk i North Carolina, USA historiens första kontrollerade flygtur med motordriven farkost när de flyger 37 meter. Flygplanet har de byggt själva.

### År1904
- 8 februari – Utan krigsförklaring angriper Japan den ryska Fjärranösternflottans båtar vid flottbasen Port Arthur. Detta blir inledningen till det rysk-japanska kriget om inflytande i Manchuriet och Korea.
- Juli – Transsibiriska järnvägen är klar efter drygt 10 års arbete, så att ryssarna lättare kan befolka Sibirien, 831 mil från Moskva till Vladivostok.
- 27 oktober – USA:s och möjligen världens största tunnelbana öppnas i New York.
- 18 december – Svenska Fotbollförbundet bildas.

### År1905

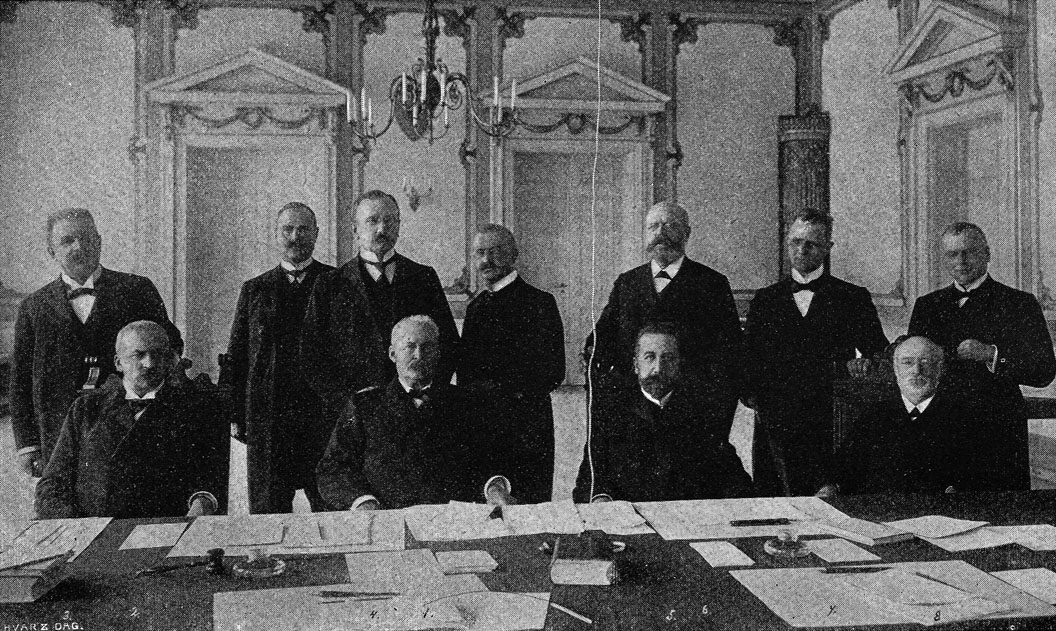
Svensk-norsk unionsskilsmässa (1905).

- 22 januari – 200 000 ryska arbetare marscherar till Vinterpalatset i Sankt Petersburg där de beskjuts av tsarens trupper och hundratals människor dör. Denna händelse blir inledningen till den första ryska revolutionen och är känd som Blodiga söndagen. Cirka 1 000 "fredliga" demonstranter dödas, och en sovjet ledd av mensjevikledaren Leo Trotskij griper tillfälligt makten i staden.
- 4 mars – Bonderevolter utbryter i Ryssland.
- 14 mars – I Tyskland presenterar vetenskapsmannen Albert Einstein sin relativitetsteori, vilken gör både tid och rum till något relativt medan endast ljusets hastighet är konstant och därmed lägger han grunden till 1900-talets fysik.
- 15 maj – Las Vegas, Nevada grundläggs.
- 7 juni – Norges storting antar en proklamation där man säger upp unionen med Sverige, varför de norska statsråden nedlägger sina ämbeten. Stortinget förklarar att kungamakten Norge har upphört att fungera, eftersom Oscar II avsatts som Norges statschef och inte förmår bilda någon ny norsk regering.
- 15 juni – Sveriges kronprins Gustafs (senare Gustaf V) son arvprins Gustaf Adolf (senare Gustaf VI Adolf) gifter sig i Windsor Castle med Margaret av Connaught.
- 1 juli – Bilregistret införs i Sverige; 115 bilar finns till en början registrerade.
- 13 augusti – Norge säger i en folkomröstning ja till upplösning av svensk-norska unionen. Upplösningsförslaget får 368 208 röster, och 184 röstar mot.
- 5 september – Under USA:s president Theodore Roosevelts medling sluts fred mellan Ryssland och Japan i Portsmouth, USA. Rysk-japanska kriget är över.
- 16 oktober – Svensk-norska unionen upplöses.

### År1906
- 18 april – En jordbävning vid San Andreasförkastningen i Kalifornien i USA med den beräknade styrkan av 7,8 på Richterskalan drabbar San Francisco varvid omfattande skador uppstår. Cirka 3 000 människor omkommer vid skalvet och därav förorsakade bränder. Materiella skador till ett värde av cirka 400 miljoner USD uppkommer. Omkring 250 000 människor blir hemlösa och 28 000 hus förstörs.
- 26 augusti – Norske polarforskaren Roald Amundsen blir först att passera genom Nordostpassagen mellan Atlanten och Berings sund.
- 23 oktober – Den brasilianske flygpionjären Alberto Santos Dumont genomför den första officiellt kontrollerade flygningen med ett motorflygplan i Europa. Planet gjorde 200 meter på 21 sekunder i Bagatelle, en förort till Paris.
- 15 november – Första delen av Selma Lagerlöfs Nils Holgerssons underbara resa genom Sverige utkommer som en patriotisk beställningsbok som blir folkskolans huvudläsebok.
- 24 december – Reginald Fessenden gör den första radiosändningen: poesiläsning (julevangeliet), violinsolo (Händels "Largo" på grammofon) och ett tal. Sändaren drivs med ånga.

### År1907
- 6 januari – Världens första montessoriskola öppnas då Maria Montessori startar utbildning för sämre bemedlade barn i Italien.
- 20 april – De första svenska majblommorna börjar säljas.
- 29 juli – Scoutrörelsen grundas i England av general Robert Baden-Powell.
- 13 november – Den första helikopterflygningen utförs av Paul Cornu. Flygningen varar i 20 sekunder och helikoptern har åtskilliga kontroll- och stabilitetsproblem.
- 8 december – Kung Oscar II av Sverige dör, 78 år gammal, och efterträds som kung av Sverige av sin son Gustaf V som antar valspråket "Med folket för fosterlandet".

### År1908
- 1 februari – På väg hem från ett lantslott blir den portugisiska kungafamiljen utsatt för ett attentat på torget Praça do Comércio i huvudstaden Lissabon. Kung Karl I dödas omedelbart, medan hans son kronprins Ludvig Filip avlider av sina skador 20 minuter senare. Den yngre sonen Emanuel får en lätt skada i ena armen och drottning Amélie klarar sig oskadd. Det hävdas ibland, att Ludvig Filip ska ha varit kung av Portugal under de 20 minuterna mellan faderns och sin egen död och att han därmed ska ha haft en av världshistoriens kortaste regeringsperioder. Detta stämmer dock inte, eftersom han visserligen var kronprins, men en ny regent enligt landets lagar måste godkännas av parlamentet, vilket man inte hann med under denna tid. Istället blir det den yngre brodern Emanuel, som senare samma dag erkänns som kung under namnet Emanuel II. Drygt två och ett halvt år senare, i oktober 1910, störtas den portugisiska monarkin och republik införs, varvid kungen tvingas i landsflykt.
- 27 maj – Olja har upptäckts i sydvästra Iran (då Persiska riket).
- 30 juni – Tunguska-händelsen. En våldsam explosion äger rum i ett område vid den sibiriska floden Mellersta Tunguska. Den var av en styrka motsvarande mellan 10 och 15 megaton och antas bero på en meteorit.
- 1 juli – SOS börjar gälla som internationell nödsignal.
- 12 augusti – Den första T-forden produceras vid Ford Motor Company i Detroit, vilket i decennier framöver blir världens mest sålda bilmodell.

### År1909
- 30 april – Den första Cortègen går igenom Göteborg.
- 4 augusti – Storstrejk utbryter i Sverige. LO:s landssekretariat uppmanar alla till lugn och besinning under striden. 200 000 oorganiserade och 100 000 organiserade arbetare lägger som mest ner arbetet, men konflikten är ett nederlag för fackföreningsrörelsen. Sverige är under månaden lamslaget innan en uppgörelse nås.
- 4 september – Storstrejken i Sverige upphör efter uppgörelse. Då strejkkassorna börjar sina beslutar LO om återgång till arbetet. Konflikten är ett nederlag för LO, som förlorar hälften av sina medlemmar (186 226 1907 mot 79 926 1911).

## Födda
- 13 juni 1901 – Tage Erlander, svensk politiker, statsminister 1946-1969.
- 25 mars 1902 – Sten Broman, svensk dirigent.
- 2 juli 1903 – Olav V av Norge, kung av Norge.
- 14 augusti 1904 – Kar de Mumma, svensk revyförfattare, skriftställare och dagstidningskåsör.
- 22 april 1906 – Gustaf Adolf, arvprins av Sverige.
- 14 november 1907 – Astrid Lindgren, svensk författare.
- 3 januari 1909 – Victor Borge, dansk-amerikansk pianist och underhållningsartist.

## Avlidna
- 22 januari 1901 – Viktoria, brittisk drottning 1837-1901
- 8 december 1907 – Oscar II, kung av Sverige och kung av Norge